# Dietrich von Bothmer
Dietrich von Bothmer (Eisenach, Alemania; 26 de octubre de 1918 - Nueva York; 12 de octubre de 2009) fue un conservador de museos e historiador del arte especializado en la cerámica griega antigua.

## Biografía
Después de estudiar en la Universidad Friedrich Whilhelm (actual Universidad Humboldt de Berlín), se le concedió una beca Rhodes para estudiar arqueología en la Universidad de Oxford bajo la dirección de John Beazley, fundador del estudio moderno de la cerámica griega antigua. Viajó a los Estados Unidos en 1939 para visitar museos estadounidenses, enviando información a Beazley que se incorporó a sus libros fundamentales, Attic Black-Figure Vase Painters (1956) y Attic Red-Figure Vase Painters (2ª edición, 1963). obligado a permanecer en Estados Unidos debido a la Segunda Guerra Mundial, se alistó en el Ejército del Pacífico y fue premiado con la Estrella de Bronce y el Corazón Púrpura por su valentía.

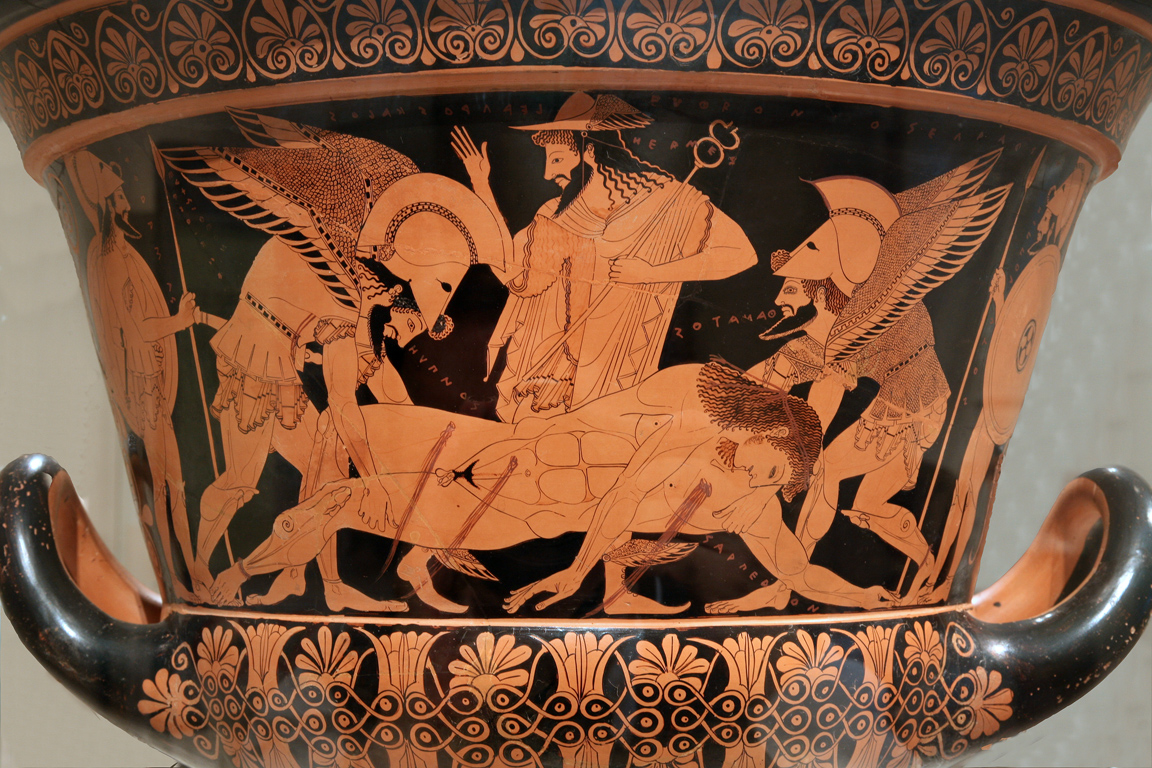
La crátera de Eufronio, comprada en 1972 por el Museo de Arte Metropolitano a instancias de Dietrich von Bothmer.

Después de recibir su doctorado y la ciudadanía estadounidense en 1944, se unió al Museo Metropolitano como conservador asistente en el Departamento de Arte Griego y Romano, un departamento en el que pasó toda su carrera y que presidió desde 1973. En sus diversos puestos, contribuyó significativamente al desarrollo de las colecciones de cerámica griega del museo. En 1972, persuadió al consejo de administración del museo para que adquiriera la Crátera de Eufronio, que consideraba uno de los vasos griegos antiguos más hermosos, por un millón de dólares. Poco después se descubrió que el vaso había sido saqueado en Italia, y el gobierno italiano hizo campaña durante treinta años para su devolución. El MET no la ejecutó hasta 2008.
Dietrich von Bothmer fue considerado uno de los mayores expertos en arte griego de su generación. Fue miembro de la Academia de Inscripciones y Lenguas Antiguas, del Instituto Arqueológico Alemán y de la Sociedad para la Promoción de los Estudios Helénicos de Londres. De 1959 a 1993 presidió el comité estadounidense del Corpus vasorum antiquorum. Coleccionista de vasos, fue también un mecenas: el MET dio su nombre y el de su esposa a dos de sus galerías en 1999, en agradecimiento por sus donaciones. También donó varios vasos al Museo del Louvre, que colocó un panel en su honor en la entrada de la Galería Campana, que alberga las colecciones de jarrones griegos del museo.

### Bibliograpfía
- Gaunt, Jasper; Denoyelle, Martine (1993). Dietrich Von Bothmer. Une bibliographie de ses œuvres de 1941 à 1993 (en francés). éditions du musée du Louvre.